# Вузька бухта
Вузька бухта (крим. Tar körfez, Тар корьфез) — бухта, що є складовою водоймою Каркінітської затоки (Чорного моря). Колишня назва — Ак-Мечетська бухта. Глибина 0-12 м. Омиває смт Чорноморське (АРК, Україна). На березі розташовані руїни давньогрецького полісу Калос-Лімен. Має піщаний берег довжиною 6 км. Жодна річка не впадає в цю бухту. В районі Вузької бухти знаходяться заклади відпочинку.
6-го травня 2024 року під час російсько-української війни у Вузькій бухті був знищений російський швидкісний катер проєкту 12150 "Манґуст".